# سید عباس موسوی (نماینده مجلس)
سید عباس موسوی (زادهٔ ۱۳۳۵ در باغ‌ملک – درگذشتهٔ ۱۹ بهمن ۱۴۰۰) سیاست‌مدار ایرانی که در دوره سوم و دوره پنجم مجلس شورای اسلامی به‌عنوان نماینده حوزهٔ انتخابیهٔ ایذه و باغ‌ملک، از استان خوزستان در مجلس شورای اسلامی حضور داشت.
سید عباس موسوی در دوره سوم مجلس شورای اسلامی از ۶۵٬۵۵۳ مجموع کل آراء، ۳۷٬۶۲۶ رای را کسب کرد و توانست به عنوان منتخب مردم ایذه و باغ‌ملک به مجلس شورای اسلامی راه پیدا کند.
وی در دوره پنجم از ۱۰۵٬۸۱۷ مجموع کل آراء، ۵۹٬۶۷۹ رای را کسب و به عنوان منتخب مردم ایذه و باغ‌ملک راهی مجلس شورای اسلامی شد
ریاست دادگاه انقلاب شهرستان ایذه، مدیر کل دادگستری استان چهارمحال و بختیاری، ریاست مجمع نمایندگان استان خوزستان و ریاست کمیسیون برنامه و بودجه از جمله دیگر سوابق اجرایی سید عباس موسوی است.
او ۱۹ بهمن ۱۴۰۰ در بیمارستان آتیه تهران درگذشت.